# Ђура Симић
Ђура Симић (1946-2018.) био је правник и ромски активиста из Књажевца.

## Биографија
Рођен је у сиромашној ромској породици, а дипломирао је на Правном факултету у Приштини 1979. године. Аутор је бројних научно-стручних материјала о друштвеном, економском, културном, просветном, и политичком статусу Рома.
Аутор је две монографије о положају Рома: Роми нису народ без корена, Култура, образовање и медијска информисање Рома.
Оснивач је Социјалдемократске партије Рома Србије и Југославије и дугогодишњи активиста за права овог народа. Био је председник Савеза друштава Рома Србије, Председник Савеза Рома Југославије и члан комисије САНУ за проучавање Рома.
Преминуо је марта 2018. у Књажевцу.
Одликован је Орденом рада са сребрним венцем 1988 године. 